# Stefan Glarner
Stefan Glarner (Meiringen, 21 novembre 1987) è un ex calciatore svizzero, di ruolo centrocampista.

## Palmarès

### Club
- Coppa Svizzera: 1

Zurigo: 2013-2014